# 茘景站
茘景站（英語：Lai King Station）是一個位於香港新界葵青區下葵涌荔景邨，屬於港鐵荃灣綫與東涌綫的車站，於1982年5月10日啟用。
- 車站外觀（2020年12月）
- 連接茘景站的架空路軌（2021年3月）

## 車站結構
茘景站是一座架空、地底混合車站，而車站站體部分建於荔景山地底，向青衣站、葵芳站一方路軌以架空天橋接駁；而向南昌站、美孚站一方路軌則為隧道。
車站共設有7層高，並分為兩期興建。其中上層月台以及新舊站體中央接駁位置設有側高窗，可讓天然光滲進車站。而該處的頂部更採用高樓底的孤形頂蓋設計。另外茘景站亦設有2條機場快綫路軌通過車站，並設有緊急通道接駁至大堂層；而車站底部則為茘景牽引變電站為機場鐵路供電。

### 樓層
|                                | 1 | 荃灣綫往荃灣（葵芳）           |  |  |
| 島式 · ↑開左邊车门 ↓開右邊车门 |   |                                |  |  |
|                                | 3 | 東涌綫往東涌及迪士尼綫（青衣） |  |  |

|                                |  | 荃灣綫往中環（美孚）                   | 2 |  |
| 島式 · ↑開右邊车门 ↓開左邊车门 |  |                                        |   |  |
|                                |  | 東涌綫往香港（南昌）                   | 4 |  |
|                                |  | 機場快綫往香港路軌（不停此站）         |   |  |
|                                |  | 機場快綫往機場／博覽館路軌（不停此站） |   |  |

### 大堂
- 上層大堂（2021年8月）
- 上層大堂近A出口位置設有圓形天窗（2024年5月）
- 上層大堂其中一側外牆設有圓形舷窗（2024年5月）
- 下層大堂（2021年8月）

茘景站設有兩層大堂，兩層大堂則夾在兩層月台的中央。當中上層大堂其中一側外牆設有圓形舷窗，而連接A出口的位置亦設有一個特色的圓形天窗。而車站只設有2間商店，分別是位於上層大堂的便利店以及位於下層大堂的銀行，另外下層大堂亦設有兩部自動櫃員機以及香港郵政郵箱。

下層大堂全景圖（2020年9月）

### 月台
茘景站現時設有兩座島式月台，其中1號月台（荃灣綫往荃灣）及3號月台（東涌綫往東涌／迪士尼綫）位於上層（L3層）；而2號月台（荃灣綫往中環）及4號月台（東涌綫往香港）則位於下層（L5層）。兩座島式月台均採用同層月台轉車設計，轉車的乘客只要步行至對面月台即可轉乘另一條路綫之列車，另外上層月台的頂部更採用一個高樓底的特色孤形頂蓋。
- L3層1、3號月台（2024年5月）
- L5層2、4號月台（2024年5月）

### 出入口
|                                           |                               | |      |
|                                           |                               | |      |
| 編號                                      | 指示                          | 建議前往的目的地 | 圖片 |
| [ 註 1 ]                                  | 茘景山路                      | 茘景山路、亞斯理衛理小學、義務工作發展局香港義工學院、明愛茘景服務中心、陳南昌紀念中學、祖堯天主教小學、祖堯邨、扶康會祖堯成人訓練中心、香港都會大學茘景校園、匡智張玉瓊晨輝學校、葵涌醫院、葵涌循道中學、茘景社區會堂、瑪嘉烈醫院、瑪嘉烈醫院茘景大樓、救世軍茘景院                              |      |
| [ 註 2 ]                                  | 茘景山路                      | 茘景邨（日景樓方向）、下葵涌分科診所、下葵涌特殊教育服務中心、浩景臺、香港基督教女青年會 - 麗瑤社會服務處、茘景天主教中學、茘景紀律部隊宿舍、茘景邨（風景樓、明景樓、和景樓、日景樓）、茘景體育館、麗瑤邨、嶺南鍾榮光博士紀念中學、東華三院高可寧紀念小學、仁濟醫院暨浸大中醫診所、賢麗苑、悅麗苑 |      |
| [ 註 2 ]                                  | 茘景山路                      | 茘景邨（仰景樓方向）、茘景邨（恆景樓、樂景樓、安景樓、仰景樓）、香港理工大學社區結合保健中心、南葵涌社會服務處、香港小童群益會 |      |
| 出口 · B · 同层                           | 貨櫃碼頭                      | 貨櫃碼頭、亞洲貨櫃物流中心、永得利廣場、茘景邨（恆景樓、樂景樓、安景樓、仰景樓）、海員之家、香港理工大學社區結合保健中心、香港小童群益會 |      |
| 往茘景邨                                  |                               | |      |
| 出口 · C · 盲道标志 · 升降机标志          | 香港考試及評核局 茘景評核中心 | 香港考試及評核局茘景評核中心、荔景浸信會、茘景浸信會白普理長者中心、茘景邨（風景樓、明景樓、和景樓、日景樓）、復康穿梭巴士站、賢麗苑停車場 |      |
| 註： 設有 \| 設有 \| 設有 \| 設有扶手電梯 |                               | |      |

### 車站藝術
茘景站設有一組車站藝術品，位於車站上層月台。
| 茘景站藝術品概覽 | 茘景站藝術品概覽 | 茘景站藝術品概覽 | 茘景站藝術品概覽           | 茘景站藝術品概覽 | 茘景站藝術品概覽 |
| 圖片             | 藝術品           | 藝術家           | 位置                       | 完成日期         |                  |
| ---------------- | ---------------- | ---------------- | -------------------------- | ---------------- | ---------------- |
|                  | 《宇宙》         | 小林尚美（日本） | 車站上層月台（1、3號月台） | 2009年8月        |                  |

## 歷史

### 興建及命名

地底集體運輸系統路線圖1967年建議方案，圖中「貨港」即今荔景站

茘景站在規劃時被稱為貨港站，本來打算服務當時正在興建中的葵涌貨櫃碼頭。後來香港房屋委員會計劃在貨櫃碼頭對開的山坡興建「麗景邨」，車站改為在現址興建並改稱麗景站。最後屋邨在落成時定名為「荔景邨」，車站名稱亦改為茘景站，成為通車時正式使用的站名，而車站承建商為前田建設－奧村組聯營。
站內範圍的「茘」字（下方為三個「刀」字）與香港今時慣用的《常用字字形表》用形（「荔」，下方為三個「力」字）不同。根據港鐵字體設計師柯熾堅所述，這設計是從當年植字字版所衍生。
「茘」是「荔」的俗字。東漢《説文解字》云「荔」從「劦」聲——雖然「劦」字（從三「力」）近代與「協」同音，但「劦」的上古音實際較接近「戾」，到後來交替轉音。段玉裁另外於《説文解字注》指出「協」、「脅」等字與「荔」、「珕」不同，前者以「劦」會意，後者以「劦」為聲符。至於「刕」字（從三「刀」，音同「黎」）要到唐宋時代才收錄。相信由於後來「刕」比「劦」較接近「荔」的發音，所以後人或會改「荔」字從「刕」。唐代中葉的《干祿字書》記載「茘」為俗，「荔」為正，可見當時從「刀」的寫法經已通行。到了明、清時代，《字彙》、《正字通》以「茘」（從三「刀」）為正字，以為「荔」是俗字。《康熙字典》以《正字通》為本，奠定「茘」為正寫，「荔」為異體字，直到二十世紀中後兩岸三地復用「荔」字為正寫。由於港鐵字體起初以明、清的舊字形為本，所以採用了從三「刀」的「茘」。

### 月台吊板
有別於一般前地鐵的地底車站，初期該站月台頂部的乘車資訊是以紅底（與該站色系一致）白字顯示，並跟其他地底車站的白底黑字不同（另一例外為大窩口站），直至1990年代前地鐵地底車站月台更換為附有路綫色條的白底黑字吊板為止。

### 車站以東路軌配置
在茘景站連接美孚站的管道原先設有一組袋狀軌，該袋狀軌於落成時的設計與現時屯馬綫柯士甸站北面的袋狀軌設計相似，同樣可從兩個車站的任何方向進入並停泊或掉頭而不影響正常服務。此袋狀軌曾是荃灣綫唯一一組袋狀軌，然而為配合機場鐵路工程，荃灣綫北行路軌需要改建，變相的是袋狀軌也須進行改建。
在搬遷新月台期間，由於要興建由美孚站爬升至上層月台的管道，往荃灣方向的列車暫時使用美孚站與茘景站之間的袋狀軌行車，以維持荃灣綫在工程進行期間提供的正常服務，而接駁主綫與袋狀軌的道岔比較迂迴，因此當列車行經道岔時會比較搖晃。直到茘景站的新1號月台啟用後，由於此袋狀軌失去掉頭功能，該袋狀軌便正式改建，將原先連接車站的舊有1號月台及美孚站2號月台的路軌及渡線拆卸。
最後，當時的地鐵公司並決定於袋狀軌被拆卸的舊有連接路軌增設一條連接機場鐵路的路軌，以方便列車或工程車作特別的車務調動。

### 機場鐵路

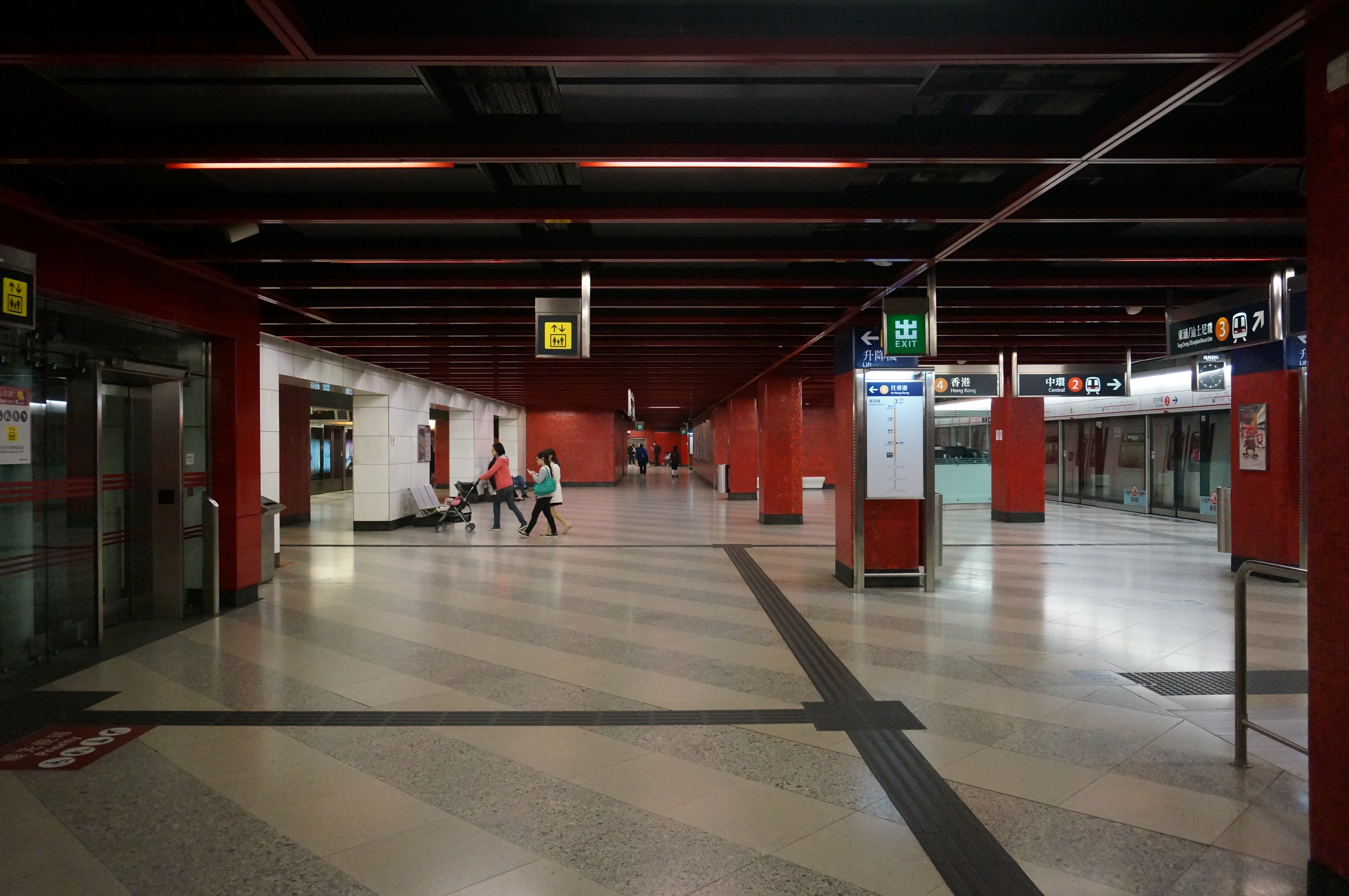
位於2、4號月台之間的舊1號月台位置，現時已被填平及改建成為供乘客轉車用的過渡空間（後來更於該處興建升降機，如圖左方），車站原有紅色柱子及主力牆（白色牆）仍然保留，作支承車站結構之用。

前地鐵公司為更方便大嶼山的乘客往返市區以及舒緩荃灣綫彌敦道路段客流量過多的擠逼情況，故此在規劃興建機場鐵路時決定以茘景站作為機場鐵路的轉車站。
茘景站的東涌綫擴建部分由前香港地下鐵路公司委託許李嚴建築師事務所設計，跟荃灣綫部分同樣由前田建設工業株式會社建造，新建部分沿現有荃灣綫的車站建造，並穿越荔景山路下面的山坡。主要工程包括興建新月台及開鑿隧道時的大型挖掘工程，為此荔景社區會堂需拆卸及重建，前地鐵公司已斥資在政府定出的地方興建新的社區會堂，新社區會堂的規格，會符合啟用當時的標準，並由建築署負責設計及興建。工程在1994年7月中動工，並於1998年6月隨東涌綫通車而完工。
茘景站1號月台在東涌綫通車前是與2號月台以島式月台同層。後來因要興建新月台以供轉乘東涌綫，於是在原有車站旁興建新月台及大堂，並於1997年7月6日將原有1號月台搬遷至大堂上層。原有1號月台路軌部分於1997年7月被封閉後則被填平成為連接4號月台的通道部分，而4號月台路軌部分位於原1號月台路軌部分旁，而新1號月台位於4號月台側上方。
現時於下層月台中央由車頭至車尾的無柱空間就是車站未擴建時的1號月台所在位置。此外，前地鐵公司亦保留了前1號月台以北的高架路段，但該路段上的電纜以及連接主線的道岔已被拆卸，而位於無柱空間西端盡頭的緊急出口即通往該廢棄路軌。

### 車站外升降機加建工程
茘景站的A3出口是連接茘景邨仰景樓平台的出入口，但僅以扶手電梯連接車站大堂，並非無障礙通道。故港鐵公司於車站B出口外近通往荔景邨仰景樓平台的樓梯旁增設一部升降機，方便有需要的乘客以新的無障礙通道往返車站，其工程於2014年2月展開，並在2016年完成後於同年5月6日開放予公眾使用。

### 車站洗手間
為方便乘客，港鐵公司並於下層大堂付費區內增設車站洗手間，而洗手間已於2019年10月啟用。

### 反修例示威者破壞

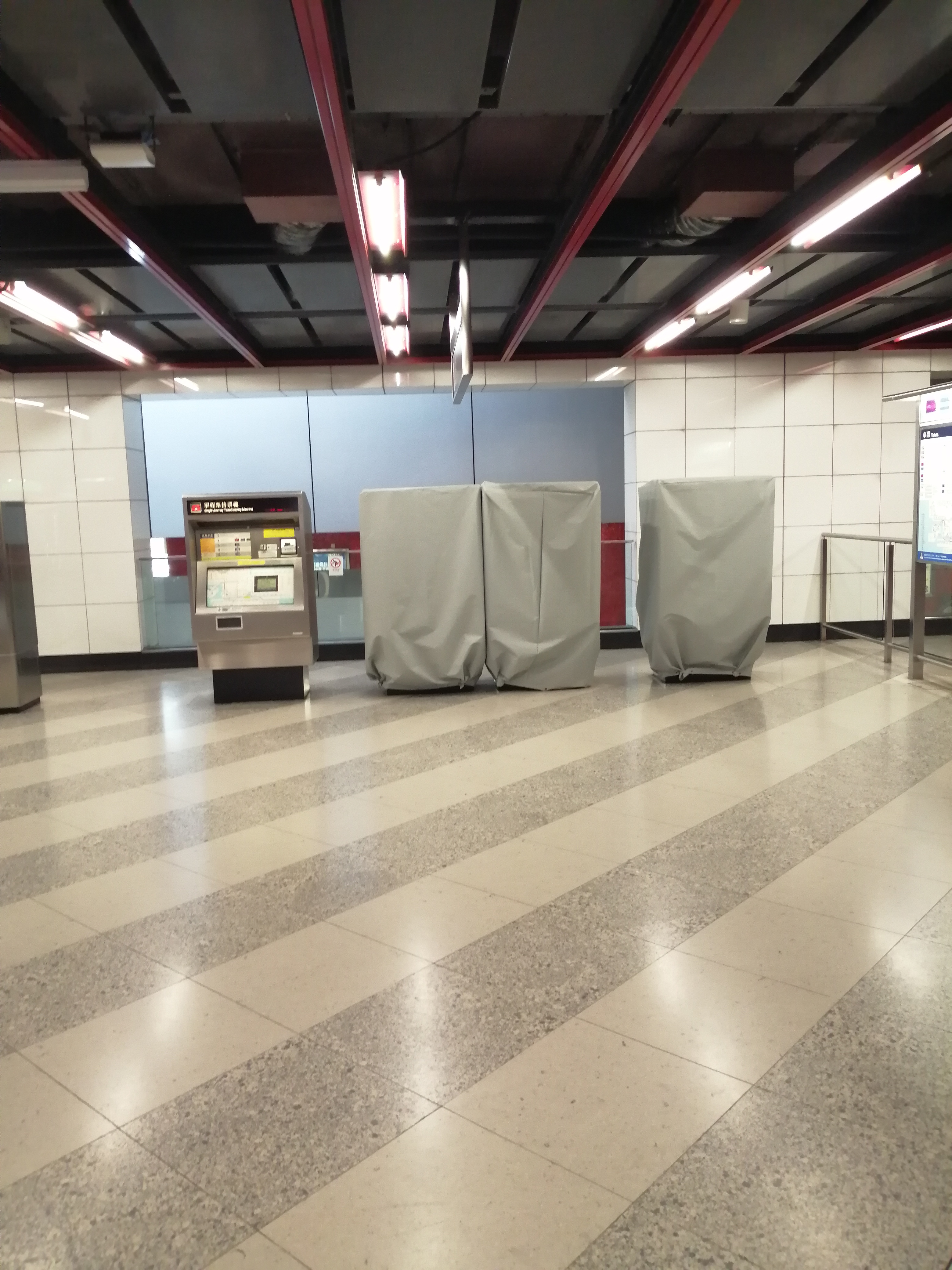
茘景站遭到破壞的售票機

- 2019年8月31日晚上，一名外籍男子在站內月台被5名防暴警員包圍，之後被制服在地上，最後被拘捕。有片段顯示他被捕前曾在車廂內與其他乘客談話，而美國《紐約郵報》也有報導此事件[13]。
- 2019年9月1日，有反修例示威者於茘景站破壞[14]。
- 2019年9月2日，有反修例示威者發起「港鐵超合作運動」堵塞鐵路，在當日早上約9時30分，有6-7名軍裝警員及兩名防暴警員在茘景站月台駐守，當有列車抵達茘景站後，警員隨即制服三名戴口罩反修例示威者，其後有約30名防暴警員持盾進入車廂，三名身穿黑衣反修例示威者在站內被捕[15]。

## 外部連結
- 港鐵公司－茘景站街道圖 （页面存档备份，存于）
- 港鐵公司－茘景站位置圖 （页面存档备份，存于）
- 港鐵公司－茘景站列車服務時間 （页面存档备份，存于）
- 香港鐵路大典上的相关条目：茘景站